# Носовское сельское поселение
Носовское сельское поселение — муниципальное образование в Неклиновском районе Ростовской области. 
Административный центр поселения — село Носово.

## История
Село Носов, которое ныне является административным центром муниципального образования, было основано в 1793 году, в пойме балок Дедовой и Носовой. Село состояло из хуторов Иловайский, Русин, Орехов, Попов. Все они были названы по фамилиям их помещиков. Первое упоминание о селе Носово относится к 1814 году, когда оно начинает фигурировать на картах области войска Донского. Рядом с селом располагалась усадьба помещицы Зарубиной, которая принимала деятельное участие в строительстве здешней церкви, копии Исаакиевского собора. После Революции большевики разобрали церковь на камень.
В начале XX века в селе Носово землями владел помещик по фамилии Хандрин. После своего переезда в город Таганрог все его земли он раздал крестьянам, на каждого из них пришлось по 4 десятины.
В 1905 году в селе Носово была открыта школа.
В 1919 году вспыхнуло Носовское большевистское восстание, которое было подавлено казаками.
В 1929 году в Носово началась сплошная коллективизация и был создан первый колхоз.
Великая Отечественная война обернулась большим несчастьем для местных жителей: 293 человек погибли на её фронтах.
В 1992 году земли бывшего колхоза были разделены на 1086 паев по 7,69 га. Местные жители вновь стали полноправными собственниками своей земли.
В 1998 году Носовский сельский совет был переименован в Носовскую сельскую администрацию.
В декабре 2004 года областным законом были установлены современные границы муниципального образования «Носовское сельское поселение».

## Административное устройство
В состав Носовского сельского поселения входят:
- село Носово;
- хутор Александрово-Марково;
- село Ивановка;
- хутор Калиновка;
- хутор Мураловка;
- хутор Таврический.

## Население
| 2010  | 2012  | 2013  | 2014  | 2015  | 2016  | 2017  |
| ----- | ----- | ----- | ----- | ----- | ----- | ----- |
| 2005  | ↗2046 | ↗2068 | ↘2054 | ↘2040 | ↘2017 | →2017 |
| 2018  | 2019  | 2020  | 2021  |       |       |       |
| ↘1978 | ↗1986 | →1986 | ↘1956 |       |       |       |